# Junellia thymifolia
Junellia thymifolia là một loài thực vật có hoa trong họ Cỏ roi ngựa. Loài này được (Lag.) Moldenke mô tả khoa học đầu tiên năm 1941.